# Wau Salaam FC
El Wau Salaam FC es un equipo de fútbol de Sudán del Sur que juega en el Campeonato de fútbol de Sudán del Sur, el torneo de fútbol más importante del país.

## Historia
Fue fundado en el año 2012 en la ciudad de Wau, siendo uno de los equipos fundadores del Campeonato de fútbol de Sudán del Sur luego de la independencia de Sudán del Sur. Fue el primer campeón del torneo en la temporada 2011/12, ganando el derecho de disputar la Copa Interclubes Kagame 2012, siendo el primer equipo de Sudán del Sur en competir en un torneo internacional, así como el primer equipo de Sudán del Sur en anotar un gol en competiciones internacionales.

## Palmarés
- Campeonato de fútbol de Sudán del Sur: 1

2011/12, 2017
- Copa Nacional de Sudán del Sur: 1

2017

## Participación en competiciones internacionales

### CAF
| Temporada | Torneo                       | Ronda      | Club            | Casa  | Visita | Global |
| --------- | ---------------------------- | ---------- | --------------- | ----- | ------ | ------ |
| 2017      | Copa Confederación de la CAF | Preliminar | Rayon Sport FC  | 0-4   | 0-2    | 0-6    |
| 2018      | Copa Confederación de la CAF | Preliminar | Saint-George SA | w.o.1 | w.o.1  | w.o.1  |

1- Wau Salaam no se presentó al partido de ida y se determinó que abandonó el torneo.

### CECAFA
| Temporada | Torneo                  | Ronda  | Club                | Resultado |
| --------- | ----------------------- | ------ | ------------------- | --------- |
| 2012      | Copa Interclubes Kagame | Grupos | APR FC              | 0-7       |
| 2012      | Copa Interclubes Kagame | Grupos | Young Africans SC   | 1-7       |
| 2012      | Copa Interclubes Kagame | Grupos | Atlético Olympic FC | 0-5       |